# Нуммус
Нуммій, нумміон, нуммус, нуммо (грец. vουμμίον, noummion, nummi (νοῦμμοι)) — латинське позначення, назва монет незначної вартості, часто мідних чи бронзових, що були у вжитку в часи пізньої Римської імперії.
У 294 році під час Тетрархії у вжиток введено бронзову монету близько 20 грамів вагою та 30 мм у діаметрі. Її офіційна назва — нуммій (nummus), хоча часто нумізмати її називають фоліс. Термін nummus зазвичай застосовується виключно до візантійських монет V−VII століть. Це були маленькі, погано карбовані монети, вагою менше 1 грама. Вони були оцінені офіційно на 1/7,200 золотого солідусу, але звичайно їх рахували у 1/6,000 або 1/12,000.
На аверсі нуммія звичайно карбували профіль імператора, а на реверсі його монограму. Хоча на нумміях Юстиніана І (правління 527—565 років) замість профіля карбували лише грецьку літеру «A».